# Izginjajoč rombiikozidodekaeder
| Izginjajoč rombiikozidodekaeder | Izginjajoč rombiikozidodekaeder                                  |
| ------------------------------- | ---------------------------------------------------------------- |
|                                 |                                                                  |
| Vrsta                           | Johnsonovo telo J75-J76-J77                                      |
| Stranske ploskve                | 3x5 trikotnikov 3x5+10 kvadratov 1+2x5 petkotnikov 1 desetkotnik |
| Oglišča                         | 55                                                               |
| Robovi                          | 105                                                              |
| Konfiguracija oglišča           | 10(4.5.10) 3x5+3x10(3.4.5.4)                                     |
| Grupa simetrije                 | C5v                                                              |
| Dualni polieder                 | -                                                                |
| Lastnosti                       | konveksen                                                        |
| Slika oglišč                    |                                                                  |

Izginjajoč rombiikozidodekaeder je eno izmed Johnsonovih teles (J76). Dobimo ga tako, da najprej izdelamo rombiikozidodekaeder, ki mu potem odstranimo eno izmed petstranih kupol.